# Prix Véga-et-Lods-de-Wegmann
Le prix Véga-et-Lods-de-Wegmann est un ancien prix littéraire administré par l'Académie française de 1955 à 1989, qui récompensait essentiellement des œuvres d'inspiration religieuse.

## Liste des lauréats
- 1955 : Henriette Charasson, ensemble de son œuvre
- 1955 : Coyes, ensemble de son œuvre
- 1955 : Romain Roussel, Les Pèlerinages à travers les siècles
- 1956 : Paul Beaulieu, Jacques Rivière
- 1956 : Jeanne Danemarie, La Cité de la bienfaisance
- 1956 : Louis Samson, Les Eudistes en Amérique du Sud
- 1956 : Pierre Varillon, Joffre
- 1957 : Paul Broutin, La Réforme pastorale en France
- 1957 : Jean des Vallières, Le Chevalier de la Camargue
- 1957 : Alain Hus, Les Étrusques
- 1957 : A. Rivollan, Présence des Celtes
- 1958 : Guillemette de Beauvillé, Les noms de famille de France tirés des noms de métiers
- 1958 : Claire-Éliane Engel, L’Ordre de Malte en Méditerranée
- 1958 : Simone-Marie d'Erceville, De Port-Royal à Rome
- 1958 : Raymond Escholier, La neige qui brûle. Marie Noël
- 1958 : André Giraud, Derrière les Portes vaticanes, de Mgr Dr P.C. Van Lierde
- 1958 : Édouard Krakowski, Chine et Russie
- 1958 : René Laurentin, Documents authentiques sur Lourdes
- 1958 : René P. Millot, La Chine découvre le Christ
- 1958 : Petit, Au pays du Christ
- 1959 : Jean-Louis Vaudoyer
- 1960 : Henriette Charasson, Ensemble de son œuvre
- 1960 : Constantin de Grunwald, L'assassinat de Paul Ier
- 1960 : Anne Leflaive, L'Hôtel-Dieu de Beaune et les Hospitalières
- 1960 : Geneviève Tabouis, Sybaris
- 1961 : Rozet, Mon vieux Cluny qui demeure
- 1961 : Paul Thoby, Le Crucifix
- 1962 : Jean Daniélou, Scandaleuse vérité
- 1962 : Paul Démann, Les Juifs, foi et destinée
- 1963 : Jacqueline de Chimay, Les Jardins à travers le monde
- 1964 : Irénée Vallery-Radot, Bernard de Fontaines, abbé de Clairvaux
- 1966 : Marc Chesneau, Fragment du journal poétique d’une âme
- 1966 : Raymond Mil, Brande et serpolet
- 1966 : Jean Vuaillat, Solitude de neige
- 1967 : Georges Cazenave, Entre ciel et Seine
- 1967 : Jacqueline Delpy, Paroles d’ailleurs
- 1967 : Claude Socorri, L’Aile repliée
- 1970 : André Marcou, Florilèges d’intimités cosmiques
- 1970 : Renée Mauger-Kauffmann, Face au rêve
- 1970 : André Maynard, La forêt des anémones
- 1970 : François Millepierres, Polycrate crucifié
- 1970 : Hervé Vilez, Le Soleil rouge
- 1971 : Roland Le Cordier, L’ange au dehors
- 1971 : André Sernin, Le dernier des Cathares
- 1972 : Paul Le Roulier, Sur l’autre rive
- 1973 : Jean Berthet, 222 quatrains.. presque moraux
- 1973 : Suzanne Giraud, L'Ombre et le Vent
- 1973 : Hedwige Louis-Chevrillon, Les îles du soir
- 1973 : Geneviève Minne, dite Brigitte Level, Nouvelles guitares
- 1974 : Raoul Auclair, Histoire et prophétie
- 1974 : Ella Bouet, Aujourd’hui comme hier, l’amitié
- 1974 : Bruno de Solages, Comment sont nés les Évangiles
- 1975 : Jean Bousquet, Sœur Laura et Sœur Cécilia
- 1975 : Alain Guichard, Les Jésuites
- 1975 : Eugène Lapeyre, Poésie
- 1975 : Claude Tresmontant, Introduction à la théologie chrétienne
- 1976 : Louis Antoine, Deux spirituels au siècle des Lumières : Ambroise de Lombez, Philippe de Madiran
- 1976 : Bernard Jacqueline, Épiscopat et papauté chez Saint-Bernard de Clairvaux
- 1976 : Olivier de La Brosse, Visages de Rome
- 1976 : Philippe Levillain, La mécanique politique de Vatican II. La majorité et l’unanimité dans un concile
- 1976 : Guy de Miribel, Marie de Miribel
- 1977 : J. Dheilly, Le message de l’espérance
- 1977 : Paul Lesourd, Le Jésuite clandestin, Monseigneur d’Herbigny
- 1977 : Ceslas Rzewuski, À travers l’invisible cristal
- 1978 : Barucq, Don Bosco : souvenirs autobiographiques
- 1978 : Jean Cluzel, Télé-violence
- 1978 : Desramant, Don Bosco : souvenirs autobiographiques
- 1978 : André Latreille, De Gaulle, la Libération et l’Église catholique
- 1978 : Paul Poupard, Connaissance du Vatican
- 1979 : Jean Daujat, Maritain, un maître de notre temps
- 1979 : Denys Le Sayec, Beauvais et sa cathédrale
- 1979 : Joseph Toussaint, Monseigneur Bravard, le Sauveur du Mont Saint-Michel
- 1979 : Raymond Triboulet, La Correspondance de Gaston Jean-Baptiste de Renty
- 1980 : Francis Marion, Les Routards des Indes
- 1980 : Albert Plé, Par devoir ou par plaisir
- 1980 : André Sernin, Les Genêts de l'Espinousse
- 1981 : R. de Labriolle, Benoîte la bergère de Notre-Dame du Laus
- 1981 : André Manaranche, Des noms pour Dieu
- 1982 : Gérard Defois, L'Occident en mal d'espoir
- 1984 : François-Paul Dreyfus, Jésus savait-il qu'il était Dieu ?
- 1984 : Paul Hodée, Tahiti 1834-1984
- 1985 : Aimé Becker, Claudel et saint Augustin, une parenté spirituelle
- 1985 : Philippe Levillain et François-Charles Uginet, Le Vatican ou les frontières de la grâce
- 1986 : François Bœspflug, Le Credo de Sienne
- 1986 : Jean-Pierre Jossua, Pour une histoire religieuse de l’expérience littéraire
- 1987 : Gérard Bessière, Journal étonné
- 1987 : Albert Chambon, Oui, je crois
- 1988 : Paul Gouyon, Marcel Callo
- 1989 : Charles Molette, La Vérité où je la trouve : Mulla Zadé